# 우모처우
우모처우(중국어 간체자: 吴莫愁, 정체자: 吳莫愁, 병음: Wú Mòchóu, 한자음: 오막수, 1992년 4월 18일 ~ )는 중국의 가수이다. 《보이스 오브 차이나》 시즌 1에 출연하여 널리 알려졌다.

## 어린 시절
우모처우는 중국 헤이룽장성 치치하얼시에서 가수의 딸로 태어났다. 우모처우는 어린 시절에 부모를 따라 캐러밴을 타고 전국을 돌아가면서 공연을 펼쳤다. 우모처우가 18세였던 시절에 자신의 아버지가 사망했는데 우모처우는 자신의 왼팔에 아버지의 초상화 문신을 새겼다고 한다.
우모처우는 2011년에 선양 음악원에 입학하여 학교 밖에 위치한 술집에서 리듬 앤 블루스, 록을 비롯한 다양한 음악 장르를 가진 노래를 부르기 시작하면서 자신만의 스타일을 창조하게 된다.

## 경력
우모처우는 2012년에 중국에서 방영된 가장 인기 있는 텔레비전 오디션 노래 경연 프로그램이자 《더 보이스》의 중국 버전 프로그램인 《보이스 오브 차이나》에 출연했다. 우모처우는 첫 곡으로 제시 제이의 《Price Tag》를 선택했다. 우모처우는 프로그램에 출연한 심사위원 4명 가운데 하나였던 할렘 위에 의해 선택되었는데 할렘 위는 우모처우의 멘토가 된다.
시리즈 내내 일부 관객들은 우모처우의 공연을 싫어했고 우모처우가 노래를 망쳤다고 지적했다. 하지만 우모처우는 킴브라, 에이미 와인하우스, 더피, 진 위그모어와 비슷한 목소리를 가진 자신의 스타일을 자랑스러워 했다. 우모처우는 최종 라운드에서 황링의 《가려움》(癢)을 즉흥적으로 불렀는데 이 작품은 저우쉬안의 《천애가녀》(天涯歌女)와 함께 논란을 일으켰다. 우모처우는 해당 프로그램에서 2위를 차지했고 유머 감각, 긍정적인 태도로 인해 많은 팬들을 불러모았다.
우모처우는 2012년 11월 21일에 할렘 위가 피처링을 맡은 1번째 정규 음반 《내가 그대에게 줄게》(我要給你)를 발표했다. 2012년 12월 25일에는 리다이모(李代沫)와 함께 노래 《햇빛의 전설》(陽光傳奇)을 발표했는데 이 노래는 선양시를 대표하는 새 노래로 채택되기도 했다.
우모처우는 2013년에 영화 《갈수록 좋아지는 마을 밤》(越來越好之村晚)에서 카메오로 출연했고 영화 《내가 그대에게 줄게》(我要給你)에서 노래를 불렀다. 2013년 3월 21일에는 새로운 스튜디오 싱글 《사랑 사랑 사랑 사랑》(愛愛愛愛)을 발표했는데 이 노래는 영화 《요리사, 배우, 악당》(厨子, 戏子, 痞子)에 사용되었다.
우모처우는 2012년 11월부터 2013년 2월까지 중국중앙전시대(CCTV)에서 방영된 텔레비전 합창 경연 프로그램이자 《셀러브리티's 콰이어》(Clash of the Choirs)의 중국 버전 프로그램인 《꿈의 합창단》(夢想合唱團)에서 상하이 대표로 참가하여 기부금 3,700만 위안을 모았다.
우모처우는 유엔 여성기구와 넷이즈가 공동 주최한 2012년 위민스 미디어 어워드에서 여자 모델상을 수상했다. 2013년에는 새로운 싱글 음반 《지금》(就现在)을 발표했다. 이 노래의 뮤직비디오는 중국에서 2억 건이 넘는 조회 수를 기록하여 가장 많은 조회 수를 기록한 뮤직비디오가 되었다.
우모처우는 2018년에 방송된 랩 오디션 노래 경연 프로그램인 《랩 오브 차이나》에 출연하여 《번호 89757》(編號89757)의 편곡을 맡았고 리얼리티 프로그램인 《신무림대회》(新舞林大會)에도 출연했다.